# Емелин, Анатолий Николаевич
Анатолий Николаевич Емелин (13 марта 1942, Нижний Тагил, РСФСР — 25 июля 2014, Уфа) — советский хоккеист и тренер, выступавший и работавший тренером в клубе «Салават Юлаев».

## Биография
Спортивную карьеру начинал в хоккее с мячом, позже перешёл в хоккей с шайбой. С 1962 по 1971 гг. выступал за «Салават Юлаев».
В 1967 г. окончил Ленинградский институт физической культуры им. П. Ф. Лесгафта.
После завершения карьеры игрока перешёл на тренерскую работу в спортивную школу клуба, где работал тренером более 30 лет:
- с 1971 г. — тренер СДЮШОР «Салават Юлаев».
- с 1991 г. — заместитель директора ДЮСШ № 3 Уфы.

Когда он руководил командой СДЮШОР «Салават Юлаев», она стала чемпионом СССР (1973) и победителем Спартакиады народов РСФСР (1981), а также серебряным призёром Спартакиады народов СССР (1982) среди юношей, серебряным призёром первенства СССР (1975) среди юниоров.
Подготовил около 20 мастеров спорта СССР и России, в качестве тренера вывел в «большой хоккей» многих известных спортсменов, среди них: Игорь Кравчук, Игорь Никитин, Александр Семак, Андрей Василевский-старший и многие другие.
Отец хоккейного тренера Анатолия Емелина.